# Petrus Hondius
Petrus Hondius (Vlissingen, 1578 - Terneuzen, 6 augustus 1621) was een Nederlandse dichter, botanicus en predikant.
Hondius werd geboren als Peter de Hond. Hij was de tweede zoon van de van oorsprong Vlaamse predikant Cornelus de Hond. Hondius studeerde theologie te Leiden, waar hij ook de grondslag legde voor zijn uitgebreide botanische kennis die hij vermoedelijk opdeed door colleges van de gezaghebbende botanicus Carolus Clusius. In 1604 werd Hondius predikant in Terneuzen. Hij woonde op de buitenplaats De Moufeschans (tegenwoordig bekend als De Moffenschans), waar hij een destijds unieke botanische tuin had met bloemen, planten en kruiden. Al wat er groeide in zijn lusthof heeft hij beschreven in ‘"Dapes inemptae of de Moufe-schans, dat is de soeticheyt des buyten-levens vergheselschapt met de boucken”, een uiteindelijk twintigduizend regels tellend dichtwerk (1621). Het boek wordt gezien als het tweede hofdicht uit de Nederlandse geschiedenis, ná Den Binckhorst van Philibert van Borsselen.
Hondius hield zich onder meer bezig met het kruisen van diverse aardappel- en aardpeersoorten. Hij was de eerste die in de lage landen Canadees katoenkruid (Apocynum cannabinum), Chrysanthemum en Batates Canadense heeft gekweekt. Het laatstgenoemde gewas noemde hij ‘artichocken onder d'eerde’ (Moufe-schans, blz. 147). Botanicus Dodonaeus noemt ze ook ‘articiock-appelen van Ter Neusen'. Ook lijkt vast te staan dat Hondius op de Moffenschans als eerste mais in de lage landen kweekte (Moufe-schans, blz. 137).
Andere gepubliceerde werken van Hondius zijn onder meer Leo Belgicus (1598), een geografische beschrijfenis van de Nederlanden en het lofdicht Opera mineralia (1600).
In Terneuzen werd in 1913 een middelbare school naar Hondius vernoemd: het Petrus Hondius Lyceum. De school fuseerde in 1994 met andere opleidingen tot scholengemeenschap De Rede.
- Digitale Bibliotheek voor de Nederlandse Letteren: hond001
- Gemeinsame Normdatei: 105326738X
- International Standard Name Identifier: 0000 0003 9733 9483
- Nederlandse Thesaurus van Auteursnamen: 070087245
- Virtual International Authority File: 10196549
- WorldCat: E39PBJktkBfyKQc9k8j9RD4cyd